# Ruba Ghazal
Ruba Ghazal (nascuda el 6 de desembre del 1977 a Beirut, Líban) és una política quebeco-palestina qui va ser escollida a l'Assemblea Nacional del Quebec l'any 2018. Ghazal representa el districte electoral de Mercier coma a membre del partit Québec solidaire. Nascuda a Beirut en una família de refugiats palestins, viu als Emirats Àrabs Units fins als 10 anys i aleshores la família emigra al Quebec. Quan anuncia la seva candidatura al partit al disricte de Mercier, Ghazal treballa de comptable i gestora en temes de salut, seguretat i medi ambient a l'empresa privada.